# Konrad Plath
Konrad Johann Wulfram Plath (* 9. September 1865 in Berlin; † 16. April 1927 in Rüdersdorf bei Berlin) war ein deutscher Bibliothekar, Kunsthistoriker und Burgenforscher.

## Leben
Konrad Plath war Sohn des evangelischen Berliner Lehrers Friedrich Wilhelm Plath (* 2. Januar 1826 in Potsdam; † 1901 in Berlin) und dessen Ehefrau Lydia, geborene Weber. Ab März 1875 besuchte er das Friedrich-Wilhelms-Gymnasium seiner Vaterstadt, wo er die Prüfungen zum Reifezeugnis bestand. Im Oktober 1884 schrieb er sich zu philosophischen, historischen und archäologischen Studien an der Universität Berlin ein. Zu gleichen Studienzwecken wechselte er im April 1885 an die Universität Tübingen. Dort blieb er bis zum August desselben Jahres. Nach einer Italienreise, die der Besichtigung von Kunstdenkmälern diente, nahm er im Oktober 1885 sein akademisches Studium an der Berliner Universität wieder auf. Ab 1891 arbeitete er an seiner Dissertation über Die Königspfalzen der Merowinger und Karolinger, mit der er 1892 im Fach Kunstgeschichte zum Dr. phil. promoviert wurde.
Plaths berufliche Laufbahn führte zunächst in den Dienst der Nassauischen Landesbibliothek Wiesbaden und 1908 in den der Preußischen Staatsbibliothek Berlin, wo er anfangs jeweils als Hilfsbibliothekar wirkte, in Berlin ab 1914 als Bibliothekar, dann als Oberbibliothekar. Sein Ziel, Landeskonservator von Hessen-Nassau zu werden, erfüllte sich nicht.
Als Burgenforscher interessierte ihn in besonderer Weise die Geschichte der Königspfalzen. Nach seiner Promotion unternahm er den Versuch einer systematischen Inventarisation der fränkischen und deutschen Königspfalzen. Auf der Grundlage schriftlicher Überlieferung und verfassungsrechtlicher Fragestellungen führte er eine Reihe von Ausgrabungen durch. Als Spezialist wurde er zudem in zahlreiche Grabungskampagnen eingebunden, so insbesondere durch den rheinischen Provinzialkonservator Paul Clemen.
Im Rahmen seiner Dissertation behandelte Plath 1891 die auf Abraham Ortelius zurückreichende These, dass die Stadt Duisburg auf den von Gregor von Tours erwähnten römischen Ort Dispargum zurückgeht und dass eine Pfalz des fränkischen Königs Chlodio in Duisburg gestanden haben müsse. Zur Erhärtung dieser Annahme nahm er 1897 und 1900 jeweils in kurzer Zeit auf dem Burgplatz und in der Salvatorkirche in Duisburg Grabungen vor. Dabei stieß er auf große, bis zu 1,5 Meter starke Mauerzüge, die er als Reste einer hochmittelalterlichen Königspfalz identifizierte. Eine weitere Mitwirkung Plaths an der Bearbeitung dieses archäologischen Themas wurde durch den Lokalhistoriker Heinrich Averdunk vertan, der eine „feindliche Haltung“ gegenüber Plaths Forschungen entwickelte und ab 1902 eine andere Auffassung in der Dispargum-Frage vertrat.
Internationale Beachtung erfuhr Plath bereits in den 1890er Jahren durch seine Verdienste um die Identifizierung des Valkhofs in Nimwegen als karolingische Pfalz. Für seine Ausgrabungen in Nimwegen ernannte ihn die Société nationale des antiquaires de France 1895 zu ihrem korrespondierenden Mitglied. Im Jahr 1900 lokalisierte er in Kirchheim/Marlenheim einen merowingischen Königshof. Zwischen 1885 und 1904 entdeckte Plath kaum deutbare Mauerreste der Burg Bodmann am Bodensee. 1897 grub er die Hünenburg bei Rinteln aus.
Als Biograf widmete sich Plath seinem Lehrer Ernst Curtius und der Vorkämpferin der Hörgeschädigten, Margarethe von Witzleben. Selbst hörgeschädigt, verfasste er 1919 eine Denkschrift, in der er das heute bekannte Verkehrsschutzzeichen für Körperbehinderte als Schutz vor dem stark angewachsenen Verkehr vorschlug.

## Veröffentlichungen (Auszug)
- Die Königspfalzen der Merowinger und Karolinger. Inaugural-Dissertation an der philosophischen Fakultät der Friedrich-Wilhelms-Universität Berlin, R. Siebert, Berlin 1892 (Digitalisat).
- Zur Entstehungsgeschichte der Visio Wettini des Walahfrid. In: Neues Archiv der Gesellschaft für ältere deutsche Geschichtskunde 17 (1892) S. 263–279.
- Die Königspfalzen der Merowinger und Karolinger. In: Jahrbücher des Vereins von Alterthumsfreunden im Rheinlande. Band 95 (1894), S. 121–180 (Digitalisat).
- Die Königspfalzen der Merowinger und Karolinger. I. Dispargum. Universitäts-Buchdruckerei von Carl Georgi, Berlin 1894 (Digitalisat).
- Geweihte Stätten deutschen Kaisertums. Berlin 1894.
- Merowingische und karolingische Bauthätigkeit. In: Deutsche Rundschau, 21 (1894), S. 225–253.
- Ernst Curtius und die Erforschung des Deutschen Altertums. Berlin 1897.
- Ausgrabung der Hünen- oder Frankenburg an der Langen Wand bei Rinteln a. W. In: Rudolf Virchow (Hrsg.): Verhandlungen der Berliner Gesellschaft für Anthropologie, Ethnologie und Urgeschichte. Jahrgang 1897, S. 369–372 (Nachdruck in: Schaumburger Heimatblätter 1960/61, Rinteln, S. 42–44).
- Nimwegen. Ein Kaiserpalast Karl’s des Großen in den Niederlanden. In: Deutsche Rundschau, 22 (1895), S. 117 ff. (Google Books).
- Het Valkhof te Nijmegen en de nieuwste opgravingen. C. L. van Langenhuysen, Amsterdam 1898 (Google Books).
- Rheinische Kaiserpfalzen. In: Die Rheinlande, Band 6 (1903), S. 265–272 (Digitalisat).
- Zur Geschichte Wiesbadens und seines Badewesens im dreizehnten Jahrhundert. In: Mitteilungen des Vereins für Nassauische Altertumskunde und Geschichtsforschung. 12. Jahrgang (1908), S. 52–58, 74–75.
- Die Kirche zu Bierstadt. Ausgrabungen und Forschungen. In: Mitteilungen des Vereins für Nassauische Altertumskunde und Geschichtsforschung. 13. Jahrgang (1909), S. 49 ff.
- Nimwegens Kaiserpfalz. In: Bodo Ebhardt (Hrsg.): Der Burgwart. Zeitschrift für Burgenkunde und Baukunst. Organ der Vereinigung zur Erhaltung deutscher Burgen. 10. Jahrgang, Nr. 6 (August 1909), S. 110–115 (Digitalisat).
- Ein frischer Kranz auf das Grab Margaretes von Witzleben. Verein der Schwerhörigen „Hephata“, Esellin, Berlin, o. J.
- Margarethe von Witzleben. Verlag des Hephata-Bundes, Berlin 1918.
- Die Einführung eines Abzeichens für Schwerhörige. Eine Denkschrift. Verein der Schwerhörigen „Hephata“, Berlin 1919.
- Das Pflegeamt der Stadt Berlin für die wissenschaftliche Weiterbildung der Schwerhörigen, seine Entwicklung und seine Ziele. Verlag des Pflegeamts Berlin, Gsellius, Berlin 1919.
- Die schönste Beethovenfeier. In: Der Reichsbote. 1. April 1927.